# St. Jakobus (Steinbach)
| Dieser Artikel wurde auf der Qualitätssicherungsseite des WikiProjekts Planen und Bauen eingetragen. Dies geschieht, um die Qualität der Artikel aus den Themengebieten Bautechnik, Architektur und Planung auf ein akzeptables Niveau zu bringen. Dabei werden Artikel, die nicht maßgeblich verbessert werden können, möglicherweise in die allgemeine Löschdiskussion gegeben. Hilf mit, die inhaltlichen Mängel dieses Artikels zu beseitigen, und beteilige dich an der Diskussion! |

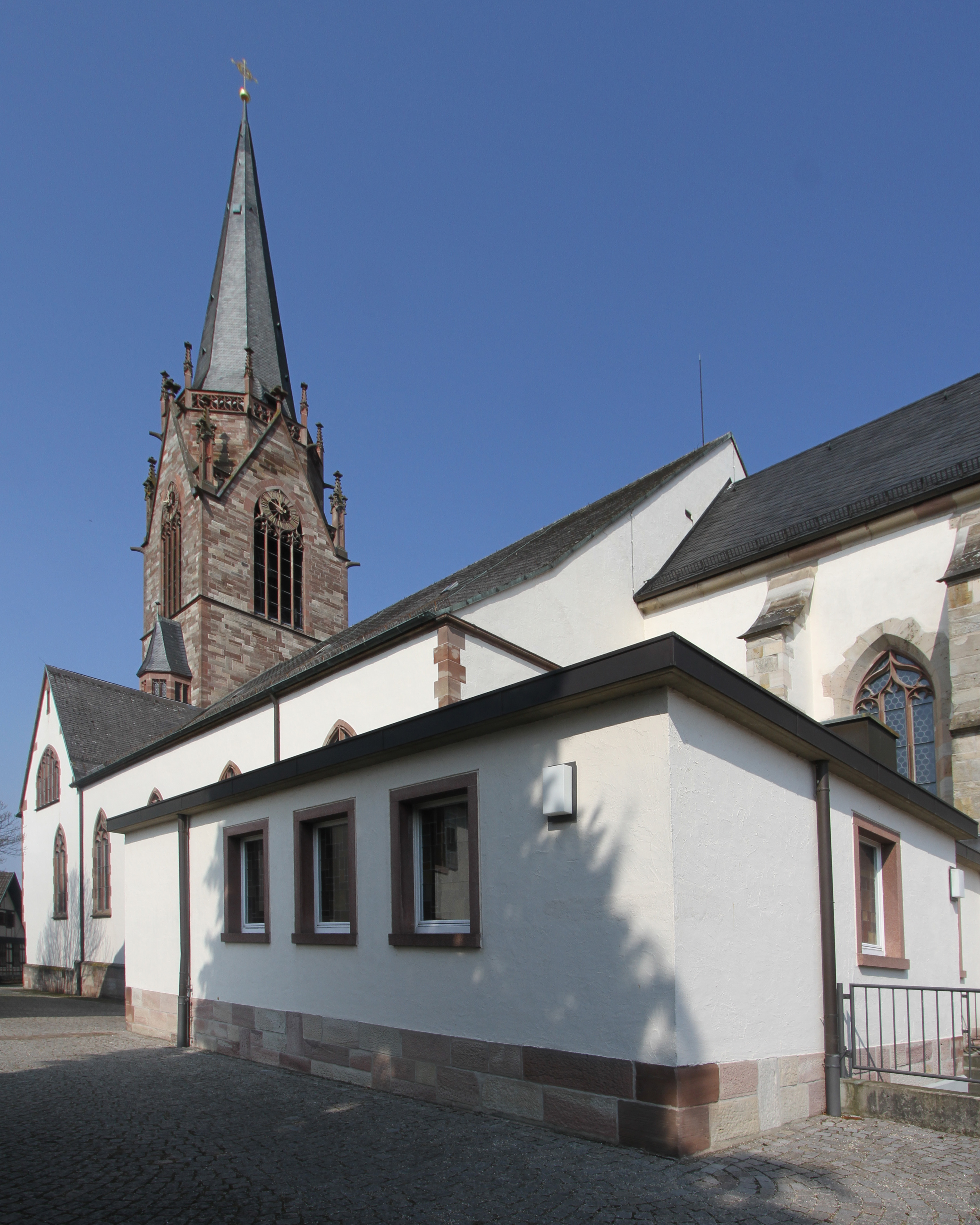
St. Jakobus in Steinbach

Die römisch-katholische Pfarrkirche St. Jakobus steht in Steinbach, einem Ortsteil der kreisfreien Stadt Baden-Baden in Baden-Württemberg. Das Bauwerk ist beim Landesamt für Denkmalpflege Baden-Württemberg als Baudenkmal eingetragen. Die Kirchengemeinde gehört zum Dekanat Baden-Baden im Erzbistum Freiburg.

## Beschreibung

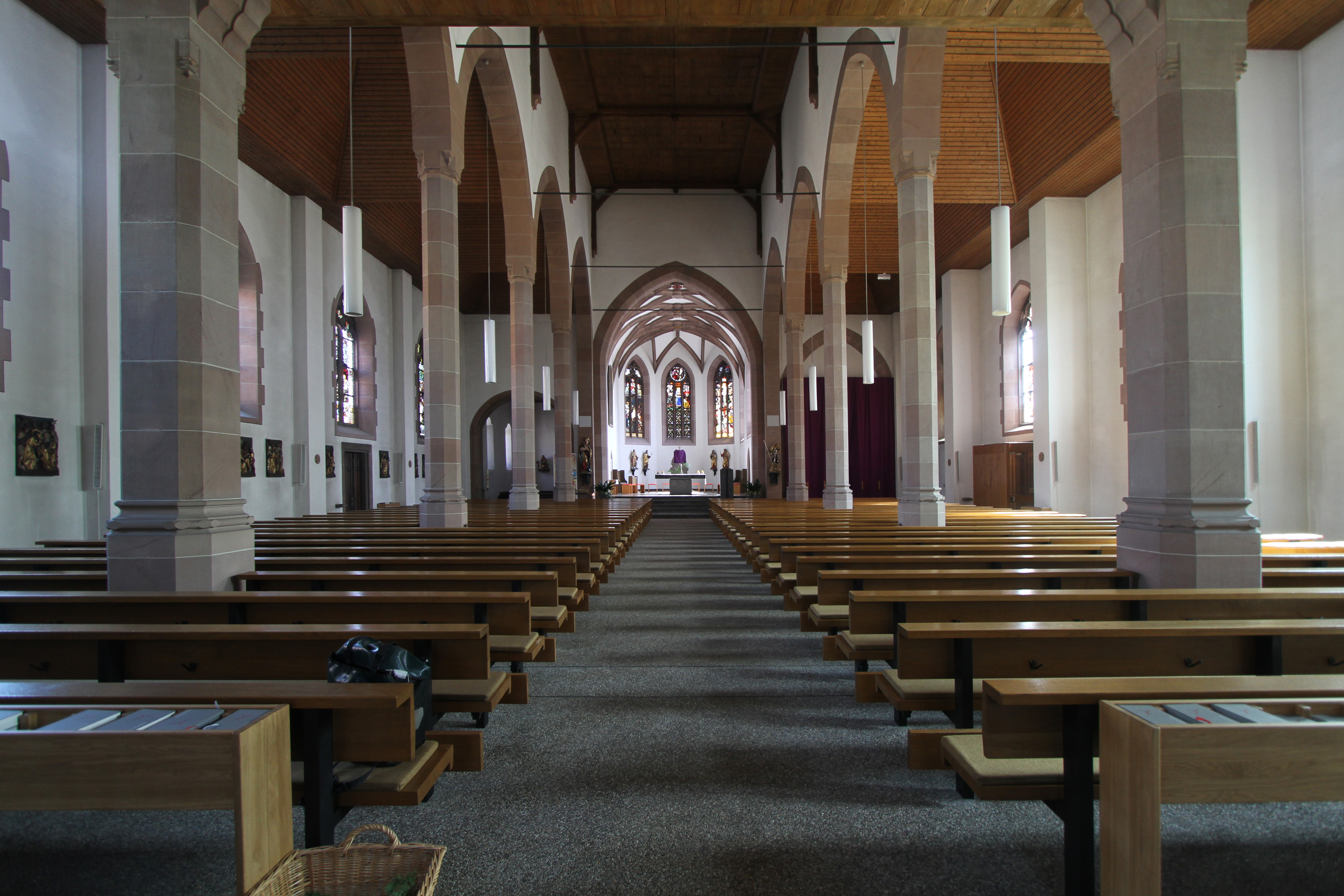
Blick zum Chor

Die barocke, dem heiligen Jakobus geweihte Hallenkirche wurde um 1700 errichtet, nachdem die Vorgängerbauten zerstört waren. Sie besteht aus einem Langhaus aus einem erhöhten Mittelschiff und zwei Seitenschiffen, einem dreiseitig geschlossenen, von Strebepfeilern gestützten Chor, zwischen denen sich Maßwerkfenster befinden, im Osten des Mittelschiffs und einem Fassadenturm im Westen, in dessen Glockenstuhl fünf Kirchenglocken hängen. Am oberen Ende der Klangarkaden befinden sich auf allen vier Seiten die Zifferblätter der Turmuhr. Darauf sitzt ein achtseitiger, spitzer Helm. Zur Kirchenausstattung gehört eine Orgel, die 1859 von Georg Friedrich Voit gebaut wurde.